# 14 رجب
- السبت
- الأحد
- الاثنين
- الثلاثاء
- الأربعاء
- الخميس
- الجمعة

- 2728 ديسمبر 2024
- 2829 ديسمبر 2024
- 2930 ديسمبر 2024
- 3031 ديسمبر 2024
- 11 يناير 2025
- 22 يناير 2025
- 33 يناير 2025
- 44 يناير 2025
- 55 يناير 2025
- 66 يناير 2025
- 77 يناير 2025
- 88 يناير 2025
- 99 يناير 2025
- 1010 يناير 2025
- 1111 يناير 2025
- 1212 يناير 2025
- 1313 يناير 2025
- 1414 يناير 2025
- 1515 يناير 2025
- 1616 يناير 2025
- 1717 يناير 2025
- 1818 يناير 2025
- 1919 يناير 2025
- 2020 يناير 2025
- 2121 يناير 2025
- 2222 يناير 2025
- 2323 يناير 2025
- 2424 يناير 2025
- 2525 يناير 2025
- 2626 يناير 2025
- 2727 يناير 2025
- 2828 يناير 2025
- 2929 يناير 2025
- 3030 يناير 2025
- 131 يناير 2025

14 رجب أو 14 رجب الفرد أو 14 رجب المُرجَّب أو يوم 14 \ 7 (اليوم الرابع عشر من الشهر السابع) هو اليوم الحادي والتسعون بعد المائة (191) من أيَّام السنة (أو الثاني والتسعون بعد المائة لو كان شهر جمادى الآخرة مُتممًا لليوم الثلاثين أو الثالث والتسعون بعد المائة لو أتم كلاً من صفر وربيع الآخر وجمادى الآخرة ثلاثين يوماً) وفق التقويم الهجري القمري (العربي). يبقى بعده 163 أو 164 يومًا لانتهاء السنة.

## أحداث
- 256 هـ - خلع الخليفةُ العبَّاسيُّ الرَّابِع عشر مُحَمَّد المُهْتَدِي بالله بن هارُون الواثِق من قبل الأتراك، وقد دامت فترة ولايته 11 شهرًا وعدة أيام.
- 490 هـ - الحملة الصليبية الأولى الآتية من أوروبا تدخل الأراضي الآسيوية عبر القسطنطينية وتجبر حامية السلاجقة في نيقيا على الإستسلام.
- 680 هـ - نشوب معركة حمص الثانية بين المسلمين بقيادة المنصور قلاوون سلطان مصر والشام والتتار بقيادة منكوتمر، وقد انتصر المسلمون في هذه المعركة انتصارًا هائلاً، وقد أثمر هذا النصر عن ردع المغول وانحصار دولتهم.
- 920 هـ - السلطان العثماني سليم الأول يدخل مدينة تبريز بعد انتصاره على الصفويين في معركة جالديران.
- 1237 هـ - إبعاد عمر مكرم عن القاهرة إلى طنطا بأمر من محمد علي باشا.
- 1334 هـ - إبرام اتفاقية سايكس بيكو بين فرنسا والمملكة المتحدة وذلك لتحديد مناطق النفوذ في غرب آسيا بعد تهاوي الدولة العثمانية.
- 1339 هـ - الشيخ أحمد الجابر الصباح يتولى حكم الكويت.
- 1340 هـ - أرمينيا وجورجيا وأذربيجان يشكلون جمهورية ما وراء القوقاز السوفيتية الاشتراكية.
- 1344 هـ - تنفيذ حكم الإعدام في الشيخ عاطف أفندي الإسكيليبيني أحد دعاة الجامعة الإسلامية في الدولة العثمانية.
- 1367 هـ - مجلس الأمن يصدر قراره رقم 49 الخاص بوقف إطلاق النار أثناء الحرب بين العرب واليهود.
- 1368 هـ - إسرائيل تنضم للأمم المتحدة.
- 1405 هـ - وكالة الفضاء الأمريكية ناسا تعلن عن اختيار الأمير سلطان بن سلمان كأحد رواد مكوك الفضاء ديسكفري في إحدى رحلاته.
- 1435 هـ - انفجارٌ في منجمٍ للفحم الحجري في تُركيَّا يودي بحياة أكثر من 200 عامل.
- 1438 هـ - محكمة عُرفيَّة حُكوميَّة پاكستانيَّة تحكم على الضابط البحري الهندي السَّابق كولبوشان ياداڤ بِالإعدام بِتُهمتيّ التجسسُ على پاكستان لِصالح المُخابرات الهنديَّة والتحريض على الإرهاب.
- 1439 هـ - مقتل 16 وإصابة أكثر من 1,400 مواطن فلسطيني أثناء إحياء ذكرى يوم الأرض الفلسطيني.
- 1440 هـ - رئيس كازاخستان نور سلطان نزارباييف يُعلن استقالته من منصبه بعد نحو ثلاثة عُقُود قضاها في حُكم الدولة، والرئيس الجديد قاسم جومارت توكاييف يُعلن تغيير اسم عاصمة البلاد من «أستانا» إلى «نور سلطان» تيمنًا بالرئيس المُتنحي.

## مواليد
- 536 هـ - معين الدين الجشتي، متصوف ووليّ هندي.
- 1300 هـ - فيصل الأول، ملك سوريا ثم العراق.
- 1303 هـ - جعفر النقدي، شاعر وكاتب وعالم مسلم وقاضي شرعي عراقي.
- 1307 هـ - بشارة واكيم، ممثل مصري.
- 1348 هـ - محمد سالم ولد عدود عالم وفقيه ولغوي وشاعر موريتاني.
- 1369 هـ - جورج قرداحي، إعلامي لبناني.
- 1374 هـ - الوليد بن طلال بن عبد العزيز آل سعود، رجل أعمال سعودي وأحد أفراد الأسرة الملكية في السعودية.
- 1393 هـ - مقتدى الصدر، رجل دين وقائد عراقي.
- 1400 هـ - منال عبد اللطيف، ممثلة مصرية.

## وفيات
- 1305 هـ - برغش بن سعيد، سلطان زنجبار.
- 1344 هـ - عاطف أفندي الإسكيليبيني، عالم مسلم عثماني.
- 1385 هـ - محمد بن عبد العزيز المانع، عالم مسلم وتربوي سعودي.
- 1435 هـ -
  - مالك بن جلول مخرج وكاتب سيناريو سويدي من أصل جزائري فائز بجائزة أوسكار.
  - محمد باقر الموسوي الشيرازي، مرجع دين شيعي إيراني.

## وصلات خارجية
- موقع قصة الإسلام: حدث في شهر رجب.